# Eueremaeus aysineep
Eueremaeus aysineep är en kvalsterart som beskrevs av Valerie M. Behan-Pelletier 1993. Eueremaeus aysineep ingår i släktet Eueremaeus och familjen Eremaeidae. Inga underarter finns listade i Catalogue of Life.